# Les Chrysanthèmes
Les Chrysanthèmes és una pel·lícula muda de la Pathé Fréres escrita i dirigida per Segundo de Chomón i protagonitzada entre altres per Julienne Mathieu. La pel·lícula, pintada a mà, es va estrenar a Paris el 29 de juliol de 1907.

## Argument
Dues dones surten a l'escenari amb vestits japonesos i realitzen trucs de màgia: fan aparèixer i desaparèixer diferents ballarines i actors, així com multitud de crisantems que s'enramen formant ratjos.

## Repartiment
- Julienne Mathieu (maga)